# 朝まで授業chu!
『朝まで授業chu!』（あさまでじゅぎょうちゅ!）は、原作：太田顕喜、作画：むにゅうによる日本の漫画作品。
『月刊コミックアライブ』（KADOKAWAメディアファクトリー）2008年8月号から2016年1月号まで連載された。
2011年11月にアニメ化が決定、発売された。
連載終了後、同じ作者による『朝まで恋愛chu! 〜幼なじみはトキめかない?〜』が『コミックキューン』2019年10月号より連載されているが、本作品とは無関係である。

## ストーリー
憧れの鳳梨学院に特待生として入学した加賀見優希。だが、教師・柿乃坂綾奈の手違いにより男子禁制の女子寮で生活することになってしまう。男子寮に入ることもできず、問題を起こしたら即刻退学という瀬戸際に追い詰められ、優希は監視役の綾奈と同室・寮内では女装という波乱に満ちた学園生活を送ることになる。

## 登場人物
※ 声はOVAのキャスト
加賀見 優希（かがみ ゆうき）
声 - 下田麻美
本作の主人公。15歳の高校1年生。
鳳梨学院の高等部に特待生として入学するものの、手違いで女子寮に住むことになってしまう。本人によると、名前から女性と間違われることはたびたびあるとのこと。問題を起こしたら即刻退学の為、監視役の綾奈と同室するだけではなく、寮内では女装をして過ごすこととなる。また、学校内での監視のため、生徒会の一員にもなっている。
温厚だが、少し気弱な性格で、綾奈や理沙の大胆な行動に流されてしまうことが多い。小柄で顔立ちも少女っぽいため、女装はとても似合っている。
身長162cm。
柿乃坂 綾奈（かきのざか あやな）
声 - 浅倉杏美
本作のヒロイン。鳳梨学院の教師。新入生の部屋割りの際に、間違えて優希を女子寮に入れてしまった為、女子寮で優希が問題を起こさないよう、監視役として同室することとなる。実はまだ18歳で、教師1年目。教員資格は海外留学の飛び級で得ている。
優しい性格だが、とても心配性。些細なことからあらぬ方向へと妄想を始めてしまう癖があり、結果的に非常にエッチな方法で問題を解決しようとする。さらに、優希と過ごすうちに彼に対して好意を持つようにもなってしまっており、彼を取り巻く女の子たちに対抗して、暴走してしまうこともある。
紫の長い髪と緑色の眼が特徴。美人でとてもスタイルが良く、特に胸は非常に大きい。
身長158cm。スリーサイズはB94（Jカップ）・W54・H88。
鷹羽 理沙（たかばね りさ）
声 - 三森すずこ
鳳梨学院の生徒で、優希のクラスメイト。15歳の高校1年生。
男性には一切興味を持たないレズビアンで、女装をしているときの優希に興味を持ち、過激なアプローチをするようになるが、その過程で優希が男であることを知ってしまう。当初は優希を拒絶していたが、後に優希のことを気に入り、彼を自分のものにしようと企むようになる。
長髪を一部輪にするように纏めた髪型が特徴。スタイルは良く、綾奈ほどではないが胸も大きめ。
身長163cm。スリーサイズはB84（Fカップ）・W58・H84。
弁法院 パトリシア（べんぽういん パトリシア）
鳳梨学院の生徒会長。17歳の高校3年生。
母親がアメリカ人のハーフ。〜ですわという口調で話し、時々言葉に英語が混じる。真面目な性格で規律にも厳しいが、その分勘違いをして暴走したり、琴美にいじられてしまう場面も多い。当初は、優希のことを綾奈や理沙と関係を持つ問題児と思い込んでいたため、彼を更生させようと目論むが、その過程で彼に好意を持つようになってしまう。
ボリュームのある金髪と碧眼が特徴の美人で、胸は綾奈にも負けないほど大きい。
身長166cm。スリーサイズはB98（Iカップ）・W58・H90。
白河 琴美（しらかわ ことみ）
鳳梨学院の生徒会の副会長。17歳の高校3年生。
クールかつイタズラ好きな、捉えどころのない性格をしており、しばしばパトリシアをからかったり、優希に対して挑発的な言動をとったりする。また、オタク趣味かつコスプレ好きという嗜好の持ち主で、着ぐるみなどの衣装を身につけて登場することが多い。
二房だけ長く伸ばした水色のショートヘアが特徴。体つきは子供っぽく、作中の女性キャラクターの中ではほぼ唯一の貧乳。
身長154cm。スリーサイズはB78（Aカップ）・W55・H84。
院長
声 - 戸田亜紀子

## 単行本
1. 2010年2月28日発刊 ISBN 978-4-8401-3313-5
2. 2011年11月30日発刊 ISBN 978-4-8401-4061-4
3. 2012年6月30日発刊 ISBN 978-4-8401-4480-3
  - オリジナルアニメDVD付き特装版 ISBN 978-4-8401-4432-2
4. 2016年3月23日発刊 ISBN 978-4-04-068216-7

## OVA
コミックス第3巻オリジナルアニメDVD付き特装版が2012年6月23日に発売。また、同年6月27日に本編BD+αのOVAも発売。BD版は映像特典として「綾奈先生&理沙がもっと教えてア・ゲ・ル!?」を収録し、サウンドトラックCDと全編新作カラーマンガのレッスンマガジン「綾奈先生やりすぎです!」を同梱。

### スタッフ
- 原作 - むにゅう×太田顕喜（アライブコミックス刊／「月刊コミックアライブ」連載）
- 監督・脚本・絵コンテ - 金澤洪充
- キャラクターデザイン・総作画監督 - 内田孝行
- 演出 - 杉生祐一
- 作画監督 - 松本卓也
- 美術監督 - 三田慎也
- 美術設定 - 中田英輔
- 色彩設計 - 斉藤友子
- 撮影監督 - 江間常高
- 音楽 - Funta7
- 音響監督 - 高橋秀雄
- プロデューサー - 田中信作、高橋正敏
- アニメーション制作 - GoHands
- アニメーションプロデューサー - 岸本鈴吾
- 製作・音楽制作 - メディアファクトリー

### 主題歌
メインテーマ「happy☆lucky」
作詞・作曲・編曲 - Funta7 / 歌 - 優希（下田麻美）、綾奈（浅倉杏美）、理沙（三森すずこ）